# Haplopomidae
Haplopomidae é uma família de briozoários pertencentes à ordem Cheilostomatida.
Género:
- Haplopoma Levinsen, 1909